# Garzaia di Pederobba
Garzaia di Pederobba este o arie protejată (arie de protecție specială avifaunistică — SPA) din Italia întinsă pe o suprafață de 163 ha, integral pe uscat.

## Localizare
Centrul sitului Garzaia di Pederobba este situat la coordonatele 45°53′25″N 11°57′18″E / 45.890407°N 11.954977°E.

## Înființare
Situl Garzaia di Pederobba a fost declarat arie de protecție specială avifaunistică în februarie 2005 pentru a proteja 40 de specii de animale.

## Biodiversitate
Situată în ecoregiunea continentală, aria protejată conține 7 habitate naturale: Pajiști cu Molinia pe soluri calcaroase, turboase sau argilos-nămoloase (Molinion caeruleae), Pajiști uscate din regiunea submediteraneeană estică (Scorzoneratalia villosae), Râuri de munte și vegetația erbacee de pe malurile acestora, Păduri aluvionare cu Alnus glutinosa și Fraxinus excelsior (Alno-Padion, Alnion incanae, Salicion albae), Liziere de ierburi înalte hidrofile de câmpie și de nivel montan până la alpin, Galerii de Salix alba și de Populus alba, Cursuri de apă de la nivel de câmpie la nivel montan, cu vegetație Ranunculion fluitantis și Callitricho-Batrachion.
La baza desemnării sitului se află mai multe specii protejate:
- păsări (29): uliu păsărar (Accipiter nisus), pescăruș albastru (Alcedo atthis), rață pitică (Anas crecca), rață mare (Anas platyrhynchos), egretă mare (Ardea alba), stârc cenușiu (Ardea cinerea), stârc roșu (Ardea purpurea), ciuf-de-pădure (Asio otus), buhai de baltă (Botaurus stellaris), șorecarul comun (Buteo buteo), caprimulg (Caprimulgus europaeus),  prundaș gulerat mic (Charadrius dubius), barză albă (Ciconia ciconia), barză neagră (Ciconia nigra), mierla de apă (Cinclus cinclus), porumbel gulerat (Columba palumbus), ciocănitoare pestriță mare (Dendrocopos major), egretă mică (Egretta garzetta), vânturel roșu (Falco tinnunculus), vânturel de seară (Falco vespertinus), stârc pitic (Ixobrychus minutus), sfrâncioc roșiatic (Lanius collurio), gaia neagră (Milvus migrans), codobatură de munte (Motacilla cinerea), stârc de noapte (Nycticorax nycticorax), vultur pescar (Pandion haliaetus), viespar (Pernis apivorus), rață cârâitoare (Spatula querquedula), pupăză (Upupa epops)
- amfibieni (1): Triturus carnifex
- nevertebrate (2): Austropotamobius pallipes, rădașcă (Lucanus cervus)
- pești (8): Alosa fallax, Barbus plebejus, Cobitis bilineata, zglăvoacă (Cottus gobio), Lethenteron zanandreai, Protochondrostoma genei, Sabanejewia larvata, Salmo marmoratus

Pe lângă speciile protejate, pe teritoriul sitului au mai fost identificate 1 specie de plante, 4 specii de amfibieni, 5 specii de mamifere, 5 specii de reptile.